# Корфбол

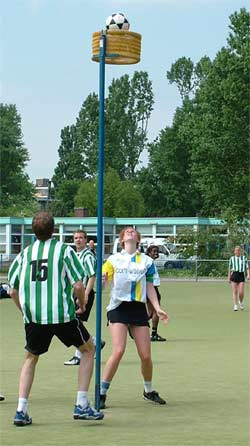
Матч з корфболу у Нідерландах між командами 'Trekvogels' та 'OZC'

Корфбол — командна гра з м'ячем, багато в чому подібна до змішаного нетболу. У корфбол грають у більш ніж у 50 країнах; найбільшу популярність гра дістала в Нідерландах та Бельгії. Корфбол відрізняється від інших командних ігор тим, що це змішана гра: склад команди - чотири чоловіки і чотири жінки.

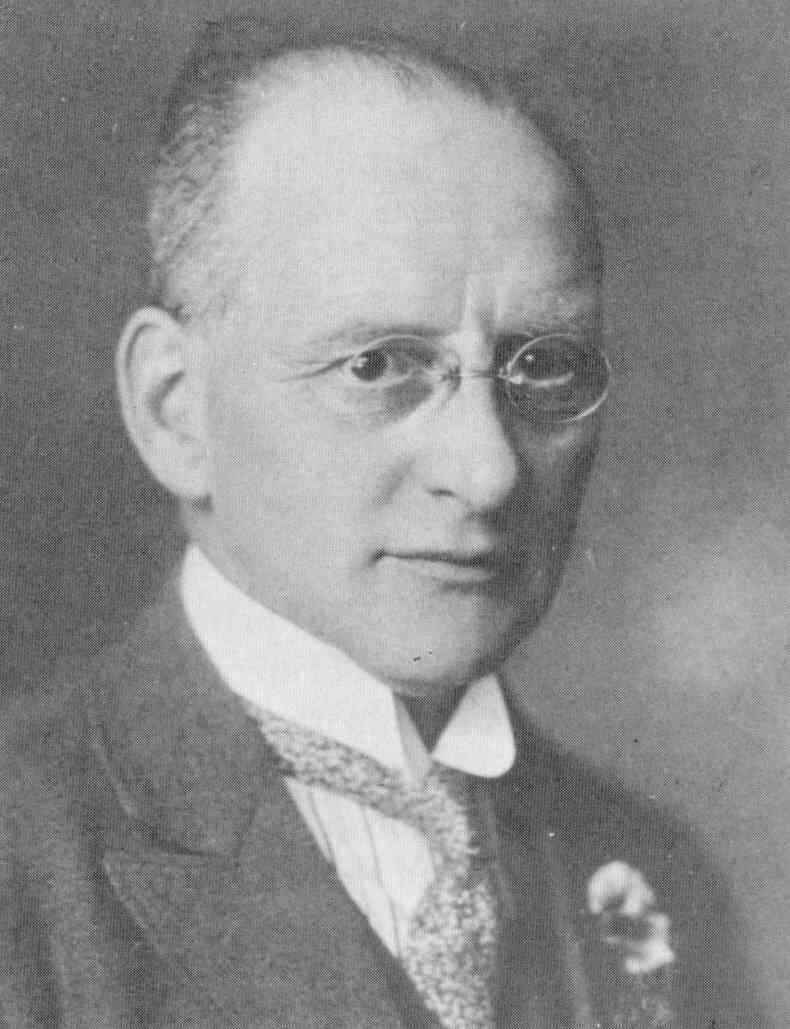
Ніколас Брукхейсен (30 грудня 1876 - 13 травня 1958) - нідерландський вчитель, винахідник корфболу

У корфбол грають на всіх континентах окрім Антарктиди. У корфбол можна грати в спортивній залі, а також просто неба. Гра не потребує дорогого встаткування.
Для гри необхідний майданчик, розділений на дві зони. Окрім того потрібні два стовпи (3,5 м, або коротші для юних учасників), два кошики, м'яч (розмір 5) та дві команди — по 8 гравців у кожній: двоє учасників із кожної команди в кожній зоні (напад і захист). Один суддя.
Гра доволі проста. Очко здобувають, закинувши м'яч до кошика іншої команди. Після здобуття двох очок настає зміна зон: захисники стають атакувальними гравцями, а атакувальні гравці захисниками. Після першої частини гри команди міняються зонами — незалежно від результату.
Особисті навички та вміння тут важливі, однак це колективна гра — дриблінг (ведення) та переміщення з м'ячем заборонені. Отримавши передачу в русі, слід спершу зупинитися та передати м'яча іншому гравцеві.
Корфбол — змішана гра, тобто склад команди - однакова кількість чоловіків і жінок. Роль жінок і чоловіків ідентична. Одному чоловікові дозволено грати в захисті тільки проти одного чоловіка, а одна жінка так само грає в захисті проти однієї жінки. Не дозволено вдвох грати в захисті проти одного.
Тактика гри. Кожна команда намагається здобути очки, реалізувавши заплановану тактику команди. Це неконтактна гра, блокування, штовхання та тримання суперника заборонені. Заборонено й копати м'яч ногою та вдаряти його кулаком. Заборонено доторкатися руками до стовпа й кошика.
Кожна команда має складатись із чотирьох жінок і чотирьох чоловіків. Не дозволено грати учасниками одної статі. Не дозволено кидати в кошик у разі «захисної позиції», тобто коли захисник, який грає проти гравця, який кидає м'яч у кошик, стоїть до кошика ближче, має зоровий контакт з нападником, відстань між захисником і нападником - випростана рука, а захисник починає блокувати кидок.
Під час гри заборонено:
- утримуючи м'яч у руках, виконувати понад два кроки;
- переміщатися, виконуючи "ведення" м'яча;
- вибивати та виривати м'яч;
- передавати м'яч із рук до рук;
- персонально грати проти гравця протилежної статі;
- одночасно грати двом гравцям проти одного;
- виконувати кидок м'яча із зони захисту.

## Корфбол в Україні
Україна — 60 офіційна корфбольна країна.
Представник Корфболу в Україні це Львівська Обласна Федерація Корфболу, яка активно проводить товариські зустрічі, семінари та змагання. 

Майданчик для корфболу (розмітка)

У Львові існує декілька команд — серед молодших вікових категорій КК «Світоч», КК «Юні Леви» та старші, національна збірна VOODOO Lviv
У жовтні 2017 року Україна вперше взяла участь у відборі на чемпіонат Європи, який проходив у Будапешті.
Уже 10 областей грають у корфбол в Україні.
1-3 листопада 2019 року вперше у Львові відбувся відбір на чемпіонат Європи.